# 피에르 부요야

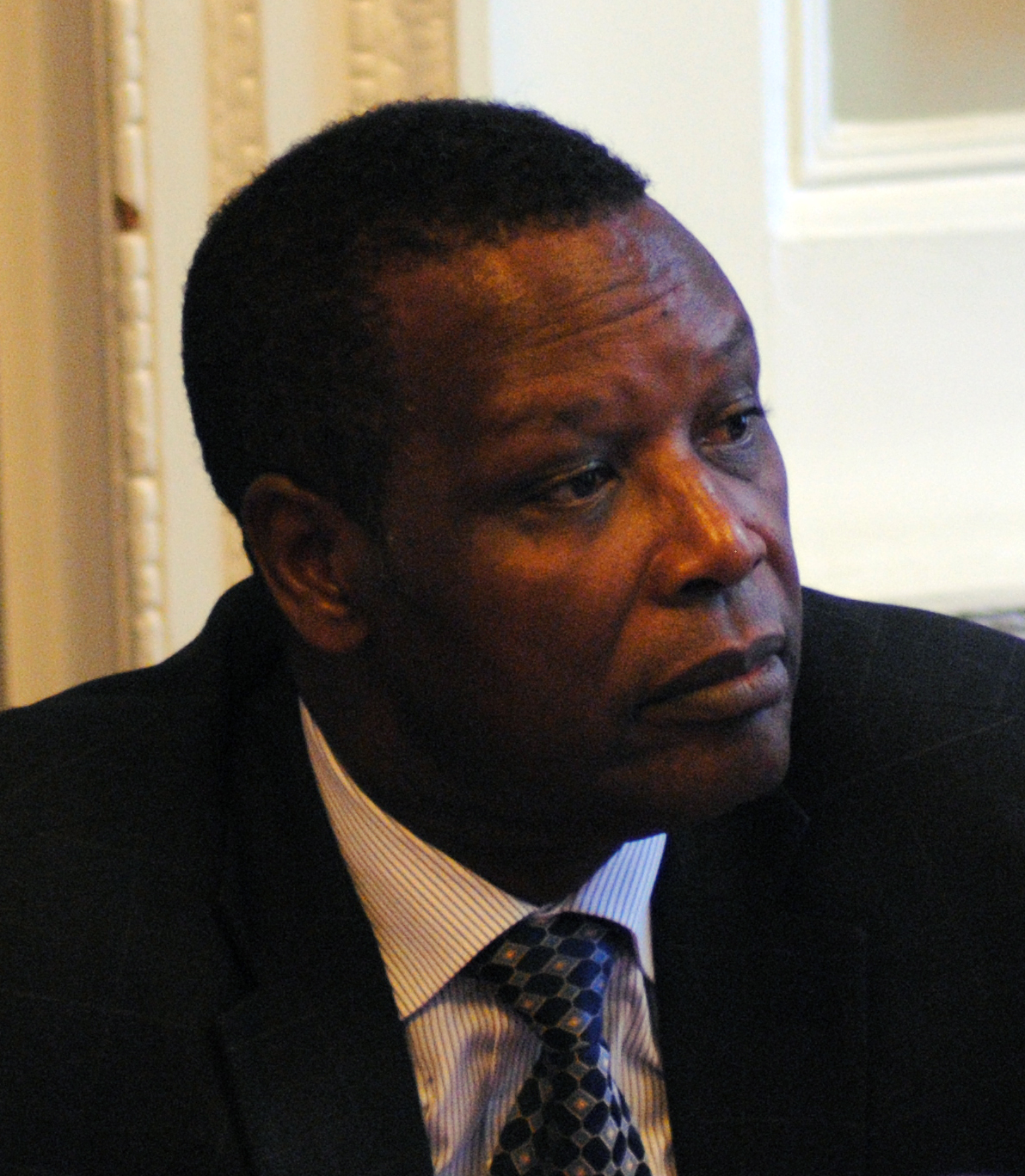

피에르 부요야(Pierre Buyoya, 1949년 11월 24일 ~ 2020년 12월 17일)는 부룬디의 군인·정치인이다. 1987년부터 1993년까지, 그리고 1996년부터 2003년까지 부룬디의 대통령이었다.
1987년 쿠데타로 제2공화국 대통령 장바티스트 바가자를 경질하고 제3공화국의 대통령이 되었다. 후투족과 투치족 사이의 갈등을 해결하기 위해 1992년 새 헌법을 발표하고 1993년 대통령 선거를 했다. 하지만 새 대통령 멜키오르 은다다예가 반대파 군 세력에 암살당하면서 부룬디 내전으로 발전했다.
1996년 부요야는 다시 쿠데타로 정권을 잡았다. 국제적인 비난과 경제 제재를 받은 끝에 부요야는 2003년 부통령 도미티앵 은다이제예에게 정권을 이양했다.
2007년 미국의 외교관 밥 크루거는 저서를 통해 1993년 은다다예의 암살을 부요야가 주도했다고 증언했다. 2020년 부룬디 대법원은 이 혐의로 부요야에게 종신형을 선고했다.
코로나19 범유행중이던 2020년 12월 부요야는 말리에서 코로나19에 감염되어 바마코의 병원에 입원했다가 프랑스로 옮겼다. 이후 파리의 병원으로 이송 도중 사망했다.